# Ingombota
Ingombota è una municipalità dell'Angola appartenente alla Provincia di Luanda. Ha 370.000 abitanti.